# Szent Liborius

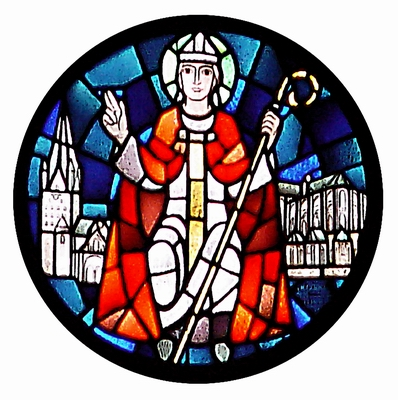
Szent Loborius képe a páderborni dóm üvegablakán

Szent Liborius (ejtsd: Szent Liboriusz) vagy Szent Libor (4. század – 397. június 9., Le Mans) Le Mans püspöke.

## Élete
348-ban lett püspök Le Mansban. Templomokat, kolostorokat épített, terjesztette a hitet, és segítette a betegeket. Sok csodatétel fűződik a nevéhez.
Szoros barátság fűzte Tours-i Szent Márton püspökhöz aki meglátogatta Le Mans-ban, és jelen volt halálos ágyánál is.

## Ereklyéje
836-ban ereklyéit átszállították a paderborni dómba, hogy az ottani hitéletet erősítsék, ezáltal szoros, máig tartó kapcsolat alakult ki a két püspökség között. Július 23-án szállították át az ereklyéjét Paderborn-ba (a legenda szerint egy páva haladt a menet elején mutatva az utat), emiatt ünneplik ott július 23-án.
Október 25-én tartják a "kis-Libori ünnepet" arra emlékezve, hogy a Harmincéves háború során az elrabolt ereklyetartót ezen a napon vitték vissza a Paderborni Székesegyházba.

## Ünnepe
- Katolikus emléknap: április 9.
- Paderborni Libor-ünnep: július 23.
- Essenben: július 23.
- Paderborn és Le Mans, ereklyéinek átszállítása: április 28.
- Paderborn, az ereklyék megérkezése: május 28.
- Paderborn, "kis-Libori ünnep": október  25.

## Egyéb
Védőszent vesebetegségek, epekőbetegségek, kólika, vízkórság és láz ellen.